# Suffren (cuirassé)
Pour les articles homonymes, voir Suffren.
Le Suffren est un cuirassé pré-dreadnought français operé par la Marine nationale. Sa construction a commencé en janvier 1899 dans l'Arsenal de Brest et a été mis à l'eau en juillet de la même année, mais son équipement a été reporté par le retard des matériaux et n'a été commandé qu'en février 1904. Il s'agit d'une amélioration de la classe Charlemagne et était armé d'une batterie principale composée de quatre canons de 305 mm montés sur deux tours à double artillerie, avait un déplacement de près de treize mille tonnes et pouvait atteindre une vitesse maximale de dix-septième nœuds. Il fut nommé en l'honneur du vice-amiral Pierre André de Suffren.
Le cuirassé a eu une carrière en temps de paix marqué par des accidents et des collisions avec d'autres navires. Il a escorté des trains des troupes d'Afrique du Nord lorsque la Première Guerre mondiale a commencé en 1914 et l'année suivante, il a été chargé de soutenir la campagne de Galipoli, participant au bombardement des fortifications ottomanes. En 1916, il a été transféré en Grèce pour empêcher les Grecs d'interférer sur le Front de Macédoine. Le Suffren fut torpillé et coulé avec son équipage par le U-Boot allemand SM U-52 le 26 novembre, au large de Lisbonne.

## Développement

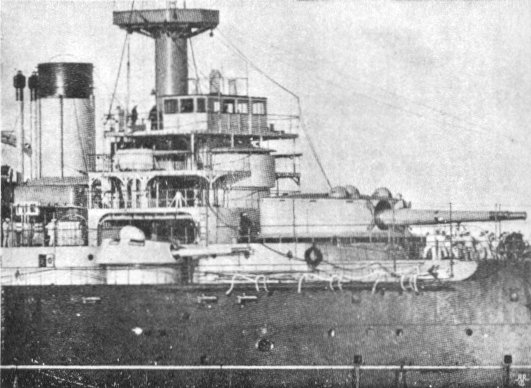
Détail de la tourelle principal du Suffren.

Les trois classes Charlemagne autorisées en 1893 étaient toujours en construction lorsque le ministre de la Marine, le vice-amiral Armand Besnard, a obligé la Chambre aux représentants à autoriser le cuirassé Iéna en 1897 en tant que conception améliorée du Charlemagne. La Chambre a autorisé un autre cuirassé l'année suivante et Besnard, ne souhaitant pas retarder la construction pour le temps requis pour un tout nouveau projet, a demandé une version élargie et améliorée d'Iéna.
Il était prévu que le Suffren n'étaient que des améliorations modestes dans les armes et les blindages, mais le nombre d'améliorations a augmenté à mesure que le projet a été discuté par le Conseil de la Marine, de sorte qu'il s'agissait essentiellement d'un nouveau design, ne conservant que certains des éléments de conception d'Iéna. Les plus grands changements ont été que la plupart des armes secondaires étaient montées dans des tours, au lieu des casamats d'Iéna, et le stockage des cartouches aux armes principales est passée de 45 à soixante tirs par arme.

## Histoire
En 1915, le Suffren était le navire amiral d'une escadre de quatre cuirassés français, commandée par le vice-amiral Guépratte, qui participa aux opérations navales dans les Dardanelles. Pendant l'attaque du Détroit des Dardanelles le 18 mars 1915, le Suffren, placé sous les ordres du capitaine de vaisseau Robert de Marguerye, fut gravement endommagé par l'artillerie ottomane qui causa des voies d'eau, rendant les canons inopérants. Le Suffren dut se rendre à Malte pour effectuer des réparations.

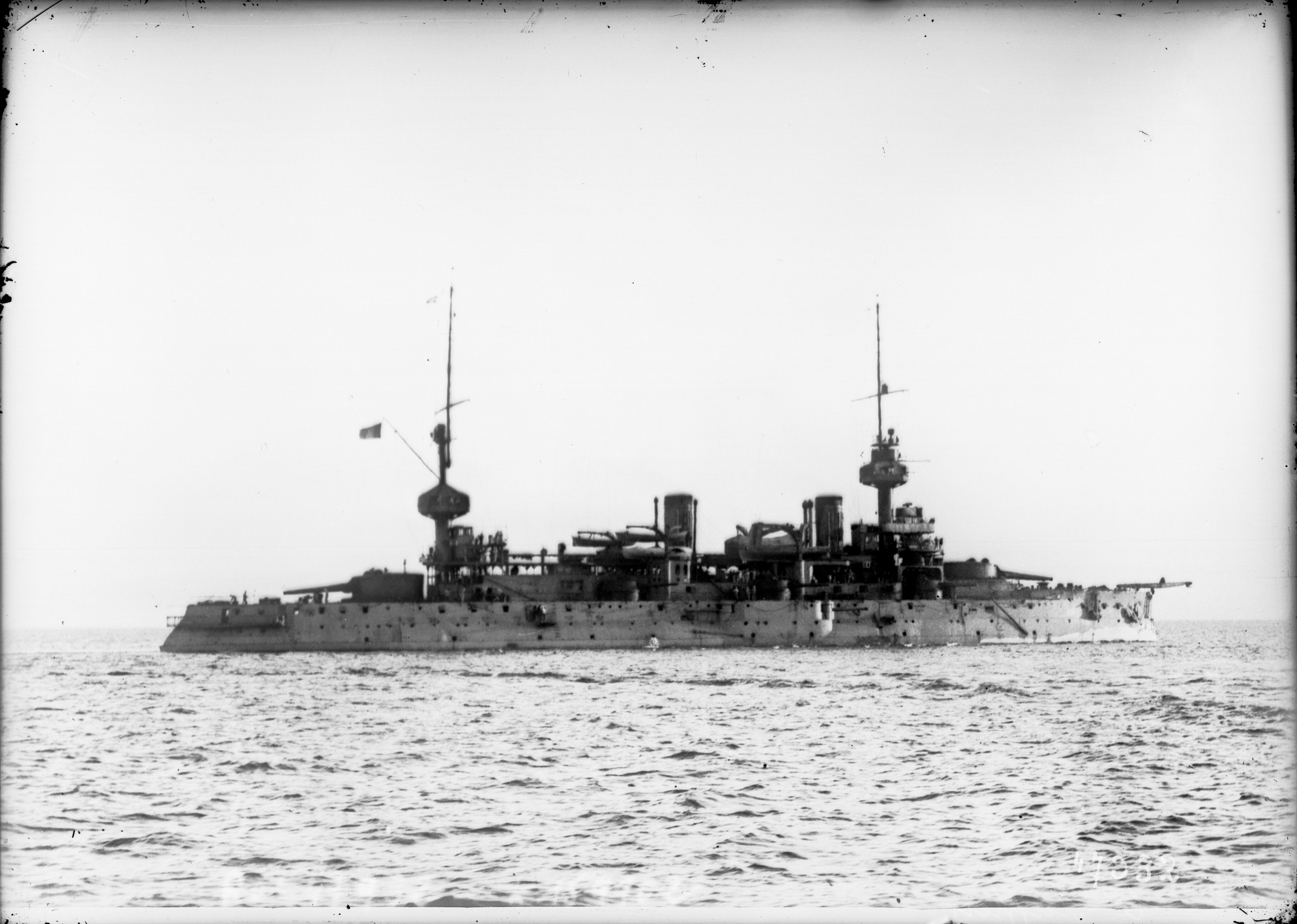
Le Suffren en 1916.

Après avoir participé aux opérations à Gallipoli et à Salonique, le Suffren, commandé alors par le capitaine de vaisseau Rodolphe Guépin, faisait route vers Lorient pour un grand carénage lorsqu'au large des côtes portugaises, près de Lisbonne, il fut torpillé par un sous-marin allemand U-52, le 26 novembre 1916. Les dégâts qui lui avaient été infligés aux Dardanelles ne lui permettaient d'aller qu'à 10 nœuds, mais le mauvais temps réduisait encore sa vitesse à 9 nœuds ; de plus il était sans escorte au moment de l'attaque. La torpille atteignit probablement l'une des quatre chaudières, ou peut-être même la sainte barbe (soute aux munitions). Le Suffren coula en l'espace de quelques secondes, emportant par le fond ses 648 membres d'équipage ainsi que des permissionnaires embarqués à Bizerte. L'équipage du U-boot pensera avoir coulé un navire britannique.
Le bâtiment sera nommé deux fois à l’ordre de l’armée, le faisant attributaire de la fourragère aux couleurs de la croix de guerre 1914-1918.